# 渠子乡
渠子乡是中国陕西省咸阳市永寿县下辖的一个乡。

## 行政区划
渠子乡下辖以下行政区：
八寨村、苟家村、韩家宫村、坡边头村、洛安村、下芦堡村、上芦堡村、去芳村、渠子村、六子村、潘家村、龙头沟村、五龙头村、马家山村、高家山村、永寿坊村、槐山村